# Дедес, Йоргос
Йоргос Дедес (греч. Γιώργος Δέδες; род. 25 февраля 1943, Нафплион) — греческий футболист, нападающий.

## Карьера

### Клубная карьера
Во взрослом футболе дебютировал в 1961 году в клубе «Паниониос», где провёл тринадцать сезонов своей карьеры, приняв участие в 358 матчах. Дедес являлся основным игроком атакующего звена команды, а в сезоне 1970/71 стал одним из лучших бомбардиров национального чемпионата.
В 1974 году перешёл в клуб АЕК, за который отыграл следующие три сезона своей карьеры, выходя на поле в основном составе команды. В сезоне 1975/76 Дедес вновь стал лучшим бомбардиром греческого чемпионата.
Завершил карьеру футболиста в 1978 году в клубе «Паниониос», куда вернулся в 1977 году.

### Карьера в сборной
В 1966 году дебютировал в официальных матчах в составе национальной сборной Греции. Всего в течение восьмилетней карьеры в национальной сборной, провёл в её составе 20 матчей, забив 7 голов.